# Ivica Tijardović
Ivica Tijardović, hrvatski pomorac, pomorski stručnjak, znanstvenik i publicist.
Doktorirao je s temom iz pomorskog navođenja (navigacije), kartografije i geodezije na Vojno-pomorskoj akademiji u Poljskoj 1994.
Doživotni je član Vojno-pomorskoga instituta SAD-a i Kraljevskoga Instituta za navigaciju Ujedinjenoga Kraljevstva.
Oglede, osvrte i komentare pisao za Vjesnik, Poslovni dnevnik, Hrvatski fokus, Slobodnu Dalmaciju, Vrime, Hrvatski list i ine tiskovine i mrežne portale (pr. HKV). Autor je više publicističkih knjiga u kojima je okupio svoje tekstove (»Hrvatska je umorna od licemjera«. »Hrvatska na kraju EU puta«, »Razmatranja«).
Pisao je i stručne osvrte i članke u brodarskim časopisima Fairplay, Lloyd’s List, Safety At Sea International, kako inozemnim, tako i tuzemnim (pr. Naše more i Brodogradnja).